# 田中大介
田中 大介（たなか だいすけ、1995年11月13日 - ）は、長崎県長崎市出身のハンドボール選手。日本ハンドボールリーグの豊田合成所属。

## 経歴
日本大学時代は2017年に第5回U-22東アジア選手権の日本代表に選出。同年の全日本学生ハンドボール選手権大会（インカレ）では優秀選手賞を受賞。
2018年に日本ハンドボールリーグのトヨタ紡織九州へ加入。7月に世界学生選手権の日本代表U-24に選ばれた。2018-19年シーズンはリーグ11位となる103得点を記録し、最優秀新人賞を受賞した。2020年に豊田合成へ移籍した。

## 詳細情報

### 年度別成績
| 年       | チーム         | 試合 | フィールド 得点 | 率   | 7m  | 合計    | 警告 | 退場 | 失格 |
| -------- | -------------- | ---- | --------------- | ---- | --- | ------- | ---- | ---- | ---- |
| 2018-19  | トヨタ紡織九州 | 24   | 102/173         | .590 | 1/2 | 103/175 | 5    | 4    | 0    |
| JHL：1年 | JHL：1年       | 24   | 102/173         | .590 | 1/2 | 103/175 | 5    | 4    | 0    |

- 各年度の太字はリーグ最高

### タイトル・表彰
- 最優秀新人賞 (2018年)

### リーグH（旧日本ハンドボールリーグ）
ベストセブン（2025年）

### 記録

#### 日本ハンドボールリーグ
- フィールドゴール初得点：2018年9月22日、対豊田合成戦（芦刈文化体育館）[6]

### 背番号
- 10 (2018年 -2020年 )
- 14 (2020年 - )

## 代表歴

### 日本代表U-24
- 世界学生選手権 (2018年)

### 日本代表U-22
- U-22東アジア選手権 (2017年)